# Лабуцка, Ингрида
Ингрида Лабуцка (латыш. Ingrīda Labucka, р. 1963 году) — советский и латвийский правовед. Экс-министр юстиции Латвии (от партии «Latvijas Pirmā Partija»). Присяжный адвокат. Судья Суда первой инстанции Европейского Сообщества. Судья Международного третейского суда. Окончила Государственный Латвийский университет им. П. Стучки в 1986 году. Отец генерал полиции Алоиз Висвалдис Блонский.